# Noël Boundzanga
 (avril 2025).
La mise en forme du texte ne suit pas les recommandations de Wikipédia : il faut le « wikifier ».
Les points d'amélioration suivants sont les cas les plus fréquents. Le détail des points à revoir est peut-être précisé sur la page de discussion.
- Les titres sont pré-formatés par le logiciel. Ils ne sont ni en capitales, ni en gras.
- Le texte ne doit pas être écrit en capitales (les noms de famille non plus), ni en gras, ni en italique, ni en « petit »…
- Le gras n'est utilisé que pour surligner le titre de l'article dans l'introduction, une seule fois.
- L'italique est rarement utilisé : mots en langue étrangère, titres d'œuvres, noms de bateaux, etc.
- Les citations ne sont pas en italique mais en corps de texte normal. Elles sont entourées par des guillemets français : « et ».
- Les listes à puces sont à éviter, des paragraphes rédigés étant largement préférés. Les tableaux sont à réserver à la présentation de données structurées (résultats, etc.).
- Les appels de note de bas de page (petits chiffres en exposant, introduits par l'outil «  Source ») sont à placer entre la fin de phrase et le point final[comme ça].
- Les liens internes (vers d'autres articles de Wikipédia) sont à choisir avec parcimonie. Créez des liens vers des articles approfondissant le sujet. Les termes génériques sans rapport avec le sujet sont à éviter, ainsi que les répétitions de liens vers un même terme.
- Les liens externes sont à placer uniquement dans une section « Liens externes », à la fin de l'article. Ces liens sont à choisir avec parcimonie suivant les règles définies. Si un lien sert de source à l'article, son insertion dans le texte est à faire par les notes de bas de page.
- La présentation des références doit suivre les conventions bibliographiques. Il est recommandé d'utiliser les modèles {{Ouvrage}}, {{Chapitre}}, {{Article}}, {{Lien web}} et/ou {{Bibliographie}}. Le mode d'édition visuel peut mettre en forme automatiquement les références.
- Insérer une infobox (cadre d'informations à droite) n'est pas obligatoire pour parachever la mise en page.

Pour une aide détaillée, merci de consulter Aide:Wikification.
Si vous pensez que ces points ont été résolus, vous pouvez retirer ce bandeau et améliorer la mise en forme d'un autre article.
Œuvres principales
Le miroir des toubabs (2008)
Dis schweitzer, qui es-tu ? (2013)
Tamar et Koya (2008)
Noël Bertrand Boundzanga est un écrivain et enseignant-chercheur gabonais spécialisé dans la littérature comparée, la littérature gabonaise et la littérature africaine. Il est maître de conférences à l'université Omar Bongo de Libreville où il enseigne et mène des recherches sur les littératures africaines, les savoirs endogènes et les études postcoloniales.

## Biographie

### Formation et carrière académique
Noël Boundzanga est né en 1976 à Issala au Gabon. Il entame ses études supérieures à l'université Omar Bongo où il obtient une Maitrise en lettres modernes, option critique et théories littéraires.
Il poursuit ensuite un cycle de Management Spécialisé à l'Institut Supérieur de Gestion (ISG) à Paris, en France, avec une spécialisation en ingénierie d'affaires, option négociations et commerce international.
En 2008, il obtient un Doctorat en Littérature et Civilisations Francophones, avec une spécialisation en littérature comparée à l'Université Paris Est en France.
En 2013, il a été promu au grade de Maitre assistant par le Conseil Africain et Malgache pour l'Enseignement Supérieur (CAMES) à Niamey au Niger.
En 2018, il obtient le grade de Maitre de conférences toujours auprès du CAMES, à Ouagadougou au Burkina Faso.
Depuis 2010, il enseigne à l'université Omar Bongo, où il est spécialisé dans les littératures africaines, avec un focus sur la littérature gabonaise. Ses recherches portent sur l'histoire, l'esthétique, les études postcoloniales et les savoirs endogènes.

### Fonctions académiques et de recherche
Noël Boundzanga occupe une place centrale dans le paysage académique gabonais. En 2020, il a été nommé coordinateur général de l'École de Libreville, un centre de recherche consacré à l'étude et à la promotion des savoirs endogènes. A ce titre, il dirige la revue Nduani, une publication académique qui consiste à diffuser les travaux de recherche sur les cultures et les connaissances locales. Parallèlement, il assume également la direction de la publication des Cahiers de Littaf, une revue du CRELAF (Centre de Recherche en Esthétique Langagière Africaine), qui explore les dimensions esthétiques et linguistiques des littératures africaines.
Noël est également un membre actif de plusieurs groupes de recherches et centres d'études, notamment le CELIG (Centre d'Etudes de Littérature Gabonaise) et le CRELAF. Il participe activement au Groupe de recherche Epistémologies africaines et afro diasporiques, où il contribue à des réflexions sur les stratégies d'affranchissement intellectuel dans les aires géoculturelles francophones et lusophones. Ces engagements multiples illustrent son rôle de catalyseur dans la promotion des études postcoloniales et des savoirs endogènes, tant au Gabon qu'à l'international.

### Engagements associatifs et civiques
Noël Bertrand Boundzanga s'est distingué par son engagement civique et son implication dans la société civile gabonaise. Depuis 2010, il est membre du Syndicat National des Enseignants-Chercheurs et Chercheurs (SNEC), où il défend les droits et les intérêts des universitaires gabonais.
De 2015 à 2020, Noël préside le Club 90 pour une alternance démocratique, une initiative visant à promouvoir des élections libres et transparentes au Gabon. Ce club qui rassemble des citoyens engagés a joué un rôle important dans le plaidoyer pour la démocratie et la bonne gouvernance. Dans la même lancée, il rejoint la Campagne internationale Tournons la page en 2015, un mouvement panafricain qui milite pour la démocratie et l'alternance politique dans plusieurs pays africains.
En parallèle, Noël a été membre de l'Organisation Patronale des Médias (OPAM) de 2017 à 2021. Au sein de cette organisation, il a œuvré pour la défense de la liberté de presse et des médias indépendants, contribuant à renforcer le paysage médiatique gabonais.
En 2018, il rejoint le collectif Appel à Agir, un groupe de citoyens engagés dans la défense de la constitution et de l'Etat de droit démocratique. Ce collectif qui rassemble des acteurs de la société civile, des universitaires et des professionnels, a pour objectif de promouvoir la bonne gouvernance et de lutter contre les dérives autoritaires. Cet engagement s'est concrétisé en 2024 par sa nomination en tant que président de la commission politique du Dialogue National Inclusif (DNI), une initiative visant à favoriser le dialogue et la réconciliation nationale au Gabon.
Noël Boundzanga s'est également engagé dans le domaine culturel en tant que promoteur et coordinateur du festival Cinéma et Liberté de Libreville, festival porté par Pauline Mvélé Nambané.

## Recherches et publications
(avril 2025).

### Fictions
- 2008: Le miroir des toubabs (récit), éditions Edilivre, Paris
- 2013: Dis Schweitzer, qui es-tu? (Nouvelle), éditions Odem, Libreville
- 2022: Tamar et Koya (Roman) édition Ntsame, Libreville

### Essais et revues
- 2011: Aventures de la subjectivité. Contribution à l'étude critique du roman gabonais, éditions EUE, Sarrebruck
- 2014: Le malentendu Schweitzer ( en collaboration avec André Wilson Ndombet), éditions l'Harmattan, Paris[11].
- 2015: Controverse et signification. Mélanges offerts à Fortunat Obiang Essono ( en collaboration avec Achille Fortuné Manfoumby-Mvé), éditions l'Harmattan, Paris[11]
- 2016: Le Gabon, une démocratie meurtrière, éditions l'Harmattan, Paris[12]
- 2017: Les grands auteurs gabonais, n°2 (avec Didier Taba Odounga) éditions Amaya, Libreville
- 2019: Joseph Tonda entre imaginaires et connaissance (en codirection avec Christ Olivier Mpaga et Placide Ondo), éditions l'Harmattan, Paris

### Articles
- «La redistribution spatiale de la mort dans Le Mystère de Nguéma d’Eric Joël Bekale», dans Clément Moupoumbou et Pierre Ndemby Manfoumbi, La mort dans l’espace littéraire gabonais, Libreville, Odem, 2012
- «Désir de la mimèsis et mimèsis du désir. Réflexions sur la mise en scène de Tant que les femmes auront des couilles de Ludovic Obiang par Michel Ndaot», dans Gyno Noël Mickala et F. Moussounda Ibouanga, Gabon pluriel, Libreville, Odem, 2013, pp.79-95
- «Echos de la complexité littéraire: écriture et nation», dans Edgar Maillard et alii, Les écritures gabonaises: Histoire, thèmes et langues, Tome 3, Libreville, Ed. Odem, 2014, p.81- 100
- «Le présent de l’indicatif dans Opumbi de Divassa Nyama: effets et valeur», dans Les grands auteurs gabonais. «Jean Divassa Nyama», N°1, juin 2013, pp.239-267
- «Idéologie et subjectivité dans l’œuvre de Schweitzer», dans Noël Bertrand Boundzanga et André-Wilson Ndombet, Le Malentendu Schweitzer, Paris, L’Harmattan, 2014
- «Comprendre et juger une œuvre. Renombo contre Obiang », dans Noël Betrand Boundzanga et Achille Manfoumbi Mvé, Controverse et signification. Mélanges offerts à Fortunat Obiang Essono, Paris, L’Harmattan, 2015
- «Ce que la littérature dit des violences politiques. Exhibition du pouvoir et légitimité contestataire», dans P. Ndemby Mamfoumby et alii, Pouvoir, figures du pouvoir dans la littérature gabonaise, Libreville, Odem, 2015, pp.173-185.
- «La littérature et la justice: de la tribune au tribunal», Palabres actuelles. «Les usages du droit en Afrique», Novembre 2015, pp. 409-425. «De la littérature à la civilisation: enjeux de l’enseignement de la littérature gabonaise», dans Revue semestrielle de l’IRSH, N°17-18, 2014-2015, pp. 339-354.
- «L’instant esthétique dans l’art romanesque de Bessora. Autour de Et si Dieu me demande, dites-lui que je dors», dans Les Grands auteurs gabonais, N°2, Edit. Amaya, Libreville, Janvier 2017, pp. 101-116.
- «L’écart esthétique dans le roman gabonais. Forme et enjeux de la forme dans La tentation du plagiat de Fortuné Nkonene», dans Littérature et Civilisations, N°3, décembre 2015, FLESH, Université de Lomé, pp.148-170.
- «Le triomphe de l’histoire face à l’oubli institutionnel: la réinvention de la mémoire dans la fiction romanesque de Jean Divassa Nyama», dans Sophia, N°4, janvier 2017, Dakar, pp.115- 130[13].
- «Penser avec la matière charnelle et poétique: les problèmes philosophiques de la métonymie dans la «Chanson du coupeur d’Okoumés» de Magang-Ma-Mbuyi Wisi», dans Horizons littéraires, N°1, Dakar, pp. 158 à 173.
- «Marginalisation et procès de Schweitzer: subjectivité et idéologie», dans Boundzanga Noël Bertrand et Ndombet Wilson-André, Le malentendu Schweitzer, Paris, L’Harmattan, 2014, pp.39-53.
- «Comprendre et juger une œuvre littéraire: Steeve Renombo contre Fortunat Obiang», dans Boundzanga Noël Bertrand et Manfoumbi-Mvé Achille-Fortuné, Controverse et signification. Mélanges offerts à Fortunat Obiang Essono, Paris, L’Harmattan, 2015, pp.23-51.
- «Ce que la littérature dit des violences politiques. Exhibition du pouvoir et légitimité contestataire», dans P. Ndemby Mamfoumby et alii, Pouvoir, figures du pouvoir dans la littérature gabonaise, Libreville, Odem, 2015, pp.173-185.
- «Altérité et temporalité: «soi-même comme un autre», dans Nodus Sciendi, Vol. spécial N°4, novembre 2016, Abidjan.
- «Le drame perceptif dans Courant d’air aux Galeries de Bessora», Philosophie et Sciences humaines, N°1, 2017, Abidjan, pp. 149-167.
- «Identité et xénophobie: comment recommunautariser l’humain?», Perspectives et Société, Vol. 8, N°1, 2017, Cotonou, pp. 76-91.
- «Le triomphe de l’histoire et la ré-invention de la mémoire dans la fiction romanesque de Jean Divassa Nyama», dans Les cahiers de Framespa, n°26, 2018
- «La métonymie et la production de l’imaginaire cognitif dans l’œuvre de Joseph Tonda», Noël B. Boundzanga et alii, Joseph Tonda. Entre imaginaires et connaissance, Paris, L’Harmattan, 2019
- «Sociologisme alité et historicisme raturant. Penser les transitions du roman gabonais au miroir de l’alité-rature», dans Controverse, n°4, 2021
- «Langue et pensée. Résistance linguistique ou résistance épistémique?, dans Nduani, Revue de l’Ecole de Libreville, n°1, 2023 (en cours d’édition)
- «L’image-écran pour dire la complexité de la postcolonie. Le lien entre littérature comparée et colonialité», dans Assia Mohssine (éd.) Sociocritique et tournant décolonial Convergences et perspectives. Hommage à Edmond Cros, Lausanne, Peter Lang, 2023